# Loon Lake (Saskatchewan)
Loon Lake es un pueblo canadiense situado en la provincia de Saskatchewan.

## Superficie
Loon Lake tiene una superficie de 0,74 km².

## Demografía
En 2021, tenía 281 habitantes, una densidad poblacional de 380,8 hab./km², y 166 viviendas.